# Vrångsjön (Hjorteds socken, Småland)
Vrångsjön är en sjö i Västerviks kommun i Småland och ingår i Marströmmens huvudavrinningsområde.